# Christian Ragger
Christian Ragger (* 20. Februar 1973 in Wolfsberg) ist ein österreichischer Rechtsanwalt und Politiker (FPÖ, vormals FPK und BZÖ). Er war von 1999 bis 2009 Abgeordneter zum Kärntner Landtag und von 2009 bis 2016 Landesrat. Ab April 2013 bis April 2016 war er Parteiobmann der FPK, die im Juni 2013 wieder zur FPÖ Kärnten wurde. Seit dem 9. November 2017 ist er Abgeordneter zum österreichischen Nationalrat.

## Ausbildung und Beruf
Ragger besuchte die Volksschule in Wolfsberg und absolvierte von 1983 bis 1987 das private Stiftsgymnasium in Sankt Paul im Lavanttal. Er wechselte in der Folge an das BORG Wolfsberg und legte dort 1991 die Matura ab. Ragger studierte Rechtswissenschaften an der Karl-Franzens-Universität Graz und absolvierte von 1994 bis 1995 ein Auslandsjahr an der rechtswissenschaftlichen Fakultät der Universität Teramo. Im März 1997 schloss er sein Studium mit dem akademischen Grad Mag. jur. ab. Seine politische Karriere begann er während seiner Studienzeit im Ring Freiheitlicher Studenten. Ragger war in einer Burschenschaft (Spähfuchs), laut eigenen Angaben aber nie Mitglied einer schlagenden Burschenschaft.
Ragger ist Teilhaber der Wolfsberger Anwaltskanzlei Poganitsch, Fejan & Partner Rechtsanwälte GmbH, vormals Poganitsch & Ragger. Seine Tätigkeit in der Kanzlei, wie auch die Beteiligung an der Gesellschaft, stellte er mit seinem Einstieg in die Landesregierung im Jahr 2009 ruhig. Laut Recherchen des österreichischen Nachrichtenmagazins profil soll es in diesem Zusammenhang zwischen 2010 und 2013 zur Vergabe von Landesaufträgen im Volumen von rund 400.000 Euro an eine Reihe von Gesellschaften gekommen sein, die „in auffallendem Naheverhältnis zu Raggers Anwaltskanzlei“ stehen. Ragger wies die Vorwürfe gegenüber der APA zurück und kündigte eine Anzeige gegen Unbekannt wegen Mißbrauchs der Amtsgewalt und Datenmissbrauchs an.

## Politik
Ragger wurde am 8. April 1999 als Vertreter der FPÖ im Kärntner Landtag als Abgeordneter angelobt, er wechselte jedoch im Zuge der Spaltung der Partei, wie nahezu alle Kärntner Landtagsabgeordneten, zum BZÖ. Ragger ist in der 29. Gesetzgebungsperiode Obmann des Ausschusses für Rechts-, Verfassungs-, Volksgruppen- und Immunitätsangelegenheiten, Europa sowie Bereichssprecher des BZÖ Landtagsklubs für Soziales und Raumordnung.
Ragger, der 2008 nach Frantschach übersiedelte, kandidierte bei der Gemeinderatswahl 2009 für den örtlichen Gemeinderat. Er war Spitzenkandidat des BZÖ für die Landtagswahl 2009 im Bezirk Wolfsberg und ist BZÖ-Bezirksparteiobmann. Ragger ist seit November 2005 stellvertretender Kärntner Landesparteiobmann und wurde 2008 wiedergewählt. Seit der Regierungsneubildung nach der Landtagswahl 2009 war er Landesrat.
Nach schweren Stimmverlusten bei der Kärntner Landtagswahl am 3. März 2013 trat Kurt Scheuch als Obmann der FPK zurück, Ragger wurde bis zum nächsten Parteitag zum geschäftsführenden Parteiobmann ernannt. Seit 28. März 2013 war Ragger Landesrat für Rechtliche Angelegenheiten, Jagd und Nationalparks in der Landesregierung Kaiser I.
Ohne Mandat und Regierungsbeschluss vereinbarte Ragger mit der Sigmund Freud Privatuniversität die Errichtung einer Medizinuniversität in Klagenfurt. Die Folgeregierung verfolgte das Projekt nicht weiter, es kam zum Rechtsstreit mit der Sigmund Freud Privatuniversität.
Am 5. April 2016 gab Ragger bekannt sowohl als Landesrat zurückzutreten als auch die Parteiführung abzugeben. Am 4. Juni 2016 wurde Gernot Darmann als Nachfolger von Christian Ragger zum Kärntner Landesparteiobmann der FPÖ gewählt. Am 23. Juni 2016 wurde Darmann als Nachfolger von Ragger als Kärntner Landesrat angelobt.

## Verfahren wegen Untreue
Im Juni 2015 brachte die Staatsanwaltschaft einen Strafantrag gegen Ragger wegen des Verdachts der versuchten Untreue ein. Auf Antrag Raggers wurde das Verfahren im Rahmen einer Diversion gegen Zahlung einer Geldbuße eingestellt.

## Privates
Ragger ist verheiratet und Vater eines Sohnes und einer Tochter.